# 1907 au Maroc
Chronologie du Maroc
- 1903
- 1904
- 1905
- 1906
- 1907
- 1908
- 1909
- 1910
- 1911

Cet article présente les faits marquants de l'année 1907 au Maroc ou relatifs au Maroc.

## Événements

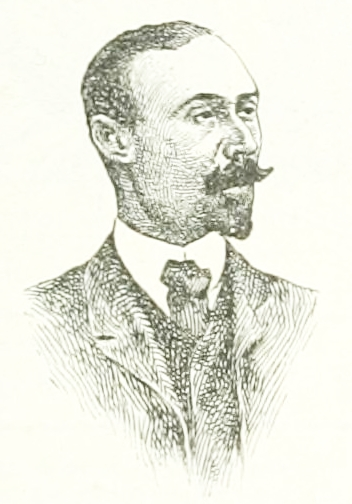
Emile Mauchamp.

- 19 mars : assassinat du docteur Émile Mauchamp à Marrakech.
- 30 juillet 1907 : bataille de Casablanca (en arabe : معركة الدار البيضاء), qui a opposé l'armée française  et les tribus arabes Chaouia dans la ville et les alentours de Casablanca au cours de la  « pacification du Maroc » et, plus essentiellement « Campagne de la Chaouïa ». Cette bataille concèdera au débarquement des forces françaises et au Bombardement de Casablanca (5 - 18 août 1907). Le général Drude, commandant des troupes françaises, fit face à des attaques répétées des tribus marocaines, qui tentaient de briser le siège français autour de Casablanca.
- 5 août au 22 août 1907 : bombardement de la ville de Casablanca, appelé aussi « guerre de la Chaouia », est une attaque navale française qui détruisit la ville marocaine de Casablanca au Maroc. La France utilisa principalement des bombardements navals et incendiaires avec des cuirassés, provoquant entre 1 500 et 7 000 morts. Elle fait suite à l'insurrection de Casablanca qui a vu les tribus marocaines de la Chaouia massacrer plusieurs Européens et prendre le contrôle de la ville pour s'opposer à la colonisation française[1].

## Décès en 1907
- Émile Mauchamp